# Твоё счастье
«Твоё счастье» — советский фильм 1960 года снятый на Рижской киностудии режиссёром Адой Неретниеце по сценарию Татьяны Сытиной.

## Сюжет
Финансовый инспектор госбанка Велта Розе выступает за финансирование реконструкции судоремонтного завода по проекту, который разработан бригадиром завода Юрисом Эгле. Однако ряд работников совнархоза из-за собственной инертности и внутренних интриг тормозят реконструкцию. Главный инженер завода Гунар Лиепа, влюблённый в Велту, просит её отказаться от финансирования проекта. Когда Велта понимает, что причина этого в том, что кто-то из совнархоза протежирует Гунара на высокую должность в аппарат, видя его непорядочность и меркантильность расстаётся с ним. Велта добивается одобрения финансирования проекта руководством банка. В ходе совместной работы по реализации проекта у Велты с Юрисом завязывается роман.

## В ролях
- Дзидра Ритенберга — Велта Розе
- Янис Кубилис — Гунар Лиепа
- Янис Грантиньш — Эрдман
- Рудольф Дамбран — Гош
- Вилнис Казениекс — Юрис Эгле
- Николай Мурниекс — Вадецкис
- Роберт Лигерс — Арминс
- Рута Пуйкевица — Зента
- Робертс Цеплитис — Валдис
- Астрида Спруде — Вия
- Гиртс Яковлевс — Лаймонас Дзенис
- Бруно Оя — эпизод
- Айя Баумане — эпизод
- Чеслав Михневич — эпизод
- Паул Буткевич — эпизод (нет в титрах)

## Прокат
В кинопрокате СССР фильм посмотрели 2,4 млн зрителей при тираже 440 копий.